# Samsung Galaxy Tab E 9.6
Das Samsung Galaxy Tab E 9.6  ist ein auf dem Android-Betriebssystem basierender Tabletcomputer des südkoreanischen Herstellers Samsung Electronics. Die fünfte Generation der Galaxy Tablets war gekennzeichnet durch eine neu eingeführte Differenzierung der Tablets in Einsteigersegment (Tab E), Mittelklasse (Tab A) und Oberklasse (Tab S). Das Galaxy Tab E 9.6 war das erste und zu der Zeit einzige Tablet der Einsteigerserie, kam im Juli 2014 in Deutschland auf den Markt und war ausschließlich mit einer Bildschirmdiagonalen von 9,6 Zoll erhältlich. Vorgänger war das Galaxy Tab 4, einen direkten Nachfolger gab es nicht, da das Samsung Galaxy Tab E 8 nur in Nordamerika vertrieben wurde.

## Technik
Das Galaxy Tab E 9.6 verfügt über ein TFT-LC-Display mit 157 ppi und 16 Millionen Farben, die Kamera erlaubt Videos in 1280 × 720 bei 30 fps, integriert sind Mikrofon und Lautsprecher sowie GPS / GLONASS und Beschleunigungssensor. Als Modellbezeichnungen sind SM-T560 für die Version mit WiFi und SM-T561 für die 3G-Version bekannt.